# Ферьер-ла-Гранд
Ферье́р-ла-Гранд (фр. Ferrière-la-Grande) — коммуна во Франции, регион О-де-Франс, департамент Нор, округ Авен-сюр-Эльп, кантон Мобёж. Расположена в 4 км к югу от Мобёжа, в 15 км от границы с Бельгией и в 4 км от национальной автомагистрали N2. Через коммуну протекает река Сольр, приток Самбры.
Население (2017) — 5 301 человек.

## Экономика
Структура занятости населения:
- сельское хозяйство — 1,5 %
- промышленность — 12,4 %
- строительство — 8,3 %
- торговля, транспорт и сфера услуг — 34,5 %
- государственные и муниципальные службы — 43,3 %

Уровень безработицы (2017) — 24,7 % (Франция в целом — 13,4 %, департамент Нор — 17,6 %). 

Среднегодовой доход на 1 человека, евро (2017) — 17 840 (Франция в целом — 21 110, департамент Нор — 19 490).

## Демография
Динамика численности населения, чел.

## Администрация
Пост мэра Феррьер-ла-Гранд с 2020 года занимает социалист Бенуа Куртен (Benoit Courtin). На муниципальных выборах 2020 года возглавляемый им список социалистов победил в 1-м туре, получив 59,98 % голосов.
| Период | Период | Фамилия        | Партия                  | Примечания                             |
| ------ | ------ | -------------- | ----------------------- | -------------------------------------- |
| 1959   | 1977   | Жильбер Аннар  |                         |                                        |
| 1977   | 2004   | Мишель Дорши   | Социалистическая партия |                                        |
| 2004   | 2020   | Филипп Дронсар | Социалистическая партия | член Генерального совета депаратамента |
| 2020   |        | Бенуа Куртен   | Социалистическая партия | бывший руководитель аппарата мэрии     |

## Галерея

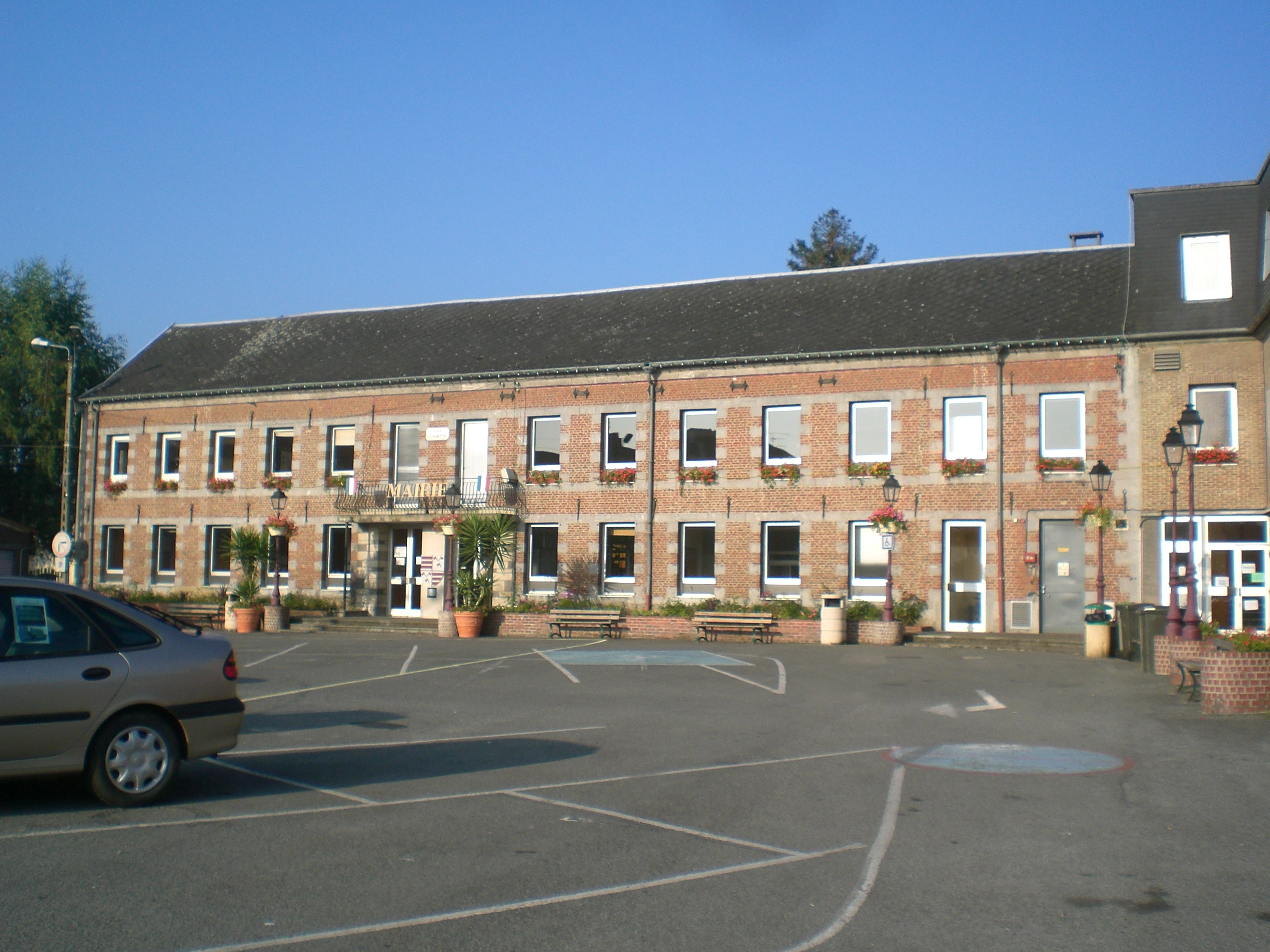
Мэрия
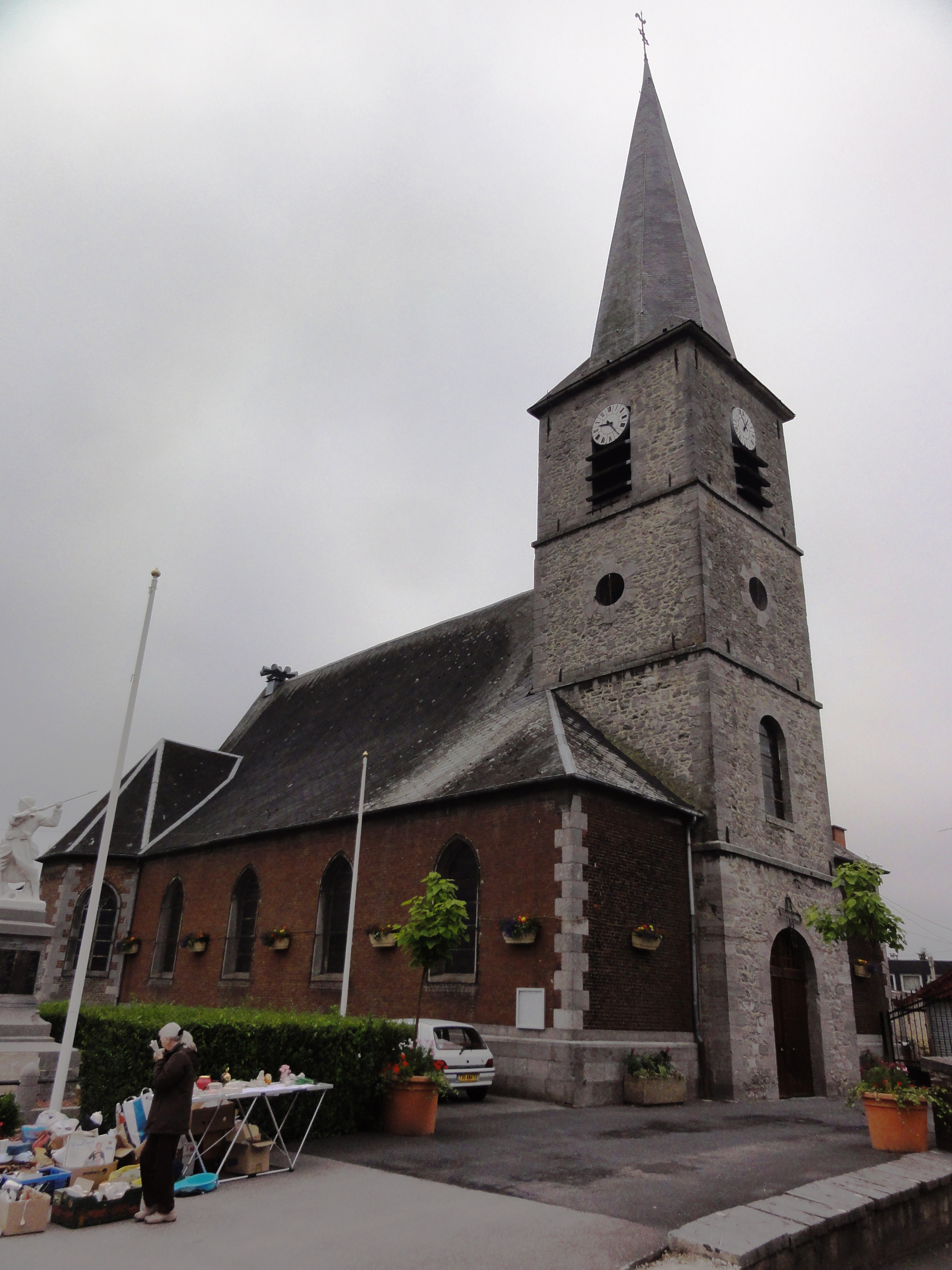
Церковь Святого Амана

1. 1 2  база данных о французских коммунах — Национальный географический институт Франции, 2015.